# Terry Sanders
Terry Sanders es un productor y director estadounidense, nacido el 20 de diciembre de 1931 en la ciudad de Nueva York. Ha ganado dos veces el premio Oscar, consagrando así una larga trayectoria en especiales de televisión, documentales, películas, etc. 
Él es cocreador de la Fundación americana del Cine, y produjo el corto de cine A Time Out of War. Además, produjo y codirigió Crime and Punishment, USA' con su hermano Denis Sanders. Los actores debutantes en War Hunt fueron Robert Redford, Sydney Pollack y Tom Skerritt.
Actualmente está desarrollando un film dramático Tokyo Rose/American Patroit, una historia de la vida real que ocurrió en la Segunda Guerra Mundial.

## Producciones más relevantes
- The Eyes of Don Bachardy
- Return with Honor, presentado por Tom Hanks
- Never Give Up: The 20th Century Odyssey of Herbert Zipper
- Maya Lin: A Strong Clear Vision
- Into the Future: On the Preservation of Knowledge in the Electronic Age, narrado por Robert MacNeil
- Rose Kennedy: A Life to Remember, narrado por Edward Kennedy
- Lillian Gish: The Actor's Life for Me
- Screenwriters: Word into Image
- War Hunt
- Crime and Punishment, USA
- A Time Out of War
- Copland Portrait, American Composer
- The Japan Project
- Portrait of Zubin Mehta

## Premios y distinciones
Premios Óscar
| Año  | Categoría                       | Película                                                  | Resultado |
| ---- | ------------------------------- | --------------------------------------------------------- | --------- |
| 1955 | Mejor cortometraje - Dos rollos | A Time Out of War                                         | Ganador   |
| 1974 | Mejor documental corto          | Paisti ag obair                                           | Nominado  |
| 1991 | Mejor documental corto          | Rose Kennedy: A Life to Remember                          | Nominado  |
| 1995 | Mejor documental corto          | Maya Lin: A Strong Clear Vision                           | Ganador   |
| 1996 | Mejor documental corto          | Never Give Up: The 20th Century Odyssey of Herbert Zipper | Nominado  |